# Rio Jufari
Rio Jufari är ett vattendrag i Brasilien. Det ligger i den nordvästra delen av landet, 2 200 km nordväst om huvudstaden Brasília.
Trakten runt Rio Jufari är nära nog obefolkad, med mindre än två invånare per kvadratkilometer.